# Tipula (Lunatipula) renate
Tipula (Lunatipula) renate is een tweevleugelige uit de familie langpootmuggen (Tipulidae). De soort komt voor in het Palearctisch gebied.